# Moscow Exchange
55°45′19″N 37°36′22″Ø / 55.75528°N 37.60611°Ø
"Moscow Exchange MICEX-RTS" (ОАО Московская Биржа ММВБ-РТС) er Ruslands største børs, lokaliseret i hovedstaden Moskva. På børsen handles værdipapirer, obligationer, derivater, valuta, osv. Virksomheden er officielt etableret 19. december 2011 ved en sammenlægning af Moskvas to største børser henholdsvis Moscow Interbank Currency Exchange (MICEX) og Russian Trading System (RTS). Begge virksomheder blev skabt i 1990'erne og var gennem to årtier de ledende børser i Rusland og blandt de største i verden. Sammenlægningen skabte en enkelt enhed, som forventes at blive en af de ledende børser på globalt plan og et væsentligt redskab til Ruslands plan om at gøre Moskva til et internationalt finanscentrum.
Målet med sammenlægningen er desuden at optimere det russiske børsmarked, ved at undgå overlap og ved at skabe en enkel handelsplatform.
Sammenlægningen er endnu ikke komplet. Problemer med sammenlægningen af infrastrukturen har resulteret i fejl i den elektroniske handelsløsning. På de første handelsdage var der eksempler på kortvarige computernedbrud, hvilket betød at nogle handler ikke blev gennemført.
Den nye børs har gennemgået en brandingproces og børsens nye navn blev offentliggjort i juli 2012.